# 阿尔诺河畔圣克罗切
阿尔诺河畔圣克罗切（義大利語：Santa Croce sull'Arno），是意大利托斯卡纳大区比萨省的一个市镇。总面积16.99平方公里，人口13991人，人口密度823.5人/平方公里（2009年）。ISTAT代码为050033。